# Grækenlands Football League
Grækenlands Football League er den næstbedste, græske fodboldrække for herrer.
Grækenlands Football League er en liga med 18 hold, der møder hinanden to gange hver sæson, dermed 34 spillerrunder per sæson.
Ligaen er delt op i to kalenderår, fra juli til juni. Slutplaceringerne 1 og 2 rykker op i Superleague, og slutplaceringerne 15-18 rykker ned i Football League 2.
| Fodbold | Spire Denne artikel om fodbold er en spire som bør udbygges. Du er velkommen til at hjælpe Wikipedia ved at udvide den. |